# Kommunistische Partei (Schweiz)
Die Kommunistische Partei (italienisch: Partito Comunista (Svizzera), französisch: Parti Communiste (Suisse)) ist eine politische Partei in der Schweiz, die bis jetzt nur im Kanton Tessin und Kanton Graubünden tätig ist.

## Geschichte und Programm
Die Kommunistische Partei (Schweiz) entstand aus der Tessiner Sektion der Partei der Arbeit der Schweiz (PdAS) und nahm 2007 ihren heutigen Namen an. Im Jahr 2014 wurde der Partito Comunista aus der PdAS ausgeschlossen. Ihm wurde unter anderem vorgeworfen, mehrere langjährige Aktive suspendiert zu haben, sich personell und finanziell zu wenig in die schweizerische Partei einzubringen sowie unabgesprochene internationale Aktivitäten zu entfalten. Kurz darauf wurde im Tessin mit dem Partito Operaio e Popolare eine neue PdAS-Sektion gegründet, die seither in Konkurrenz zur KP politisiert.
Charakteristisch für die Kommunistische Partei sind ihre regelmässigen aussenpolitischen Stellungnahmen, in denen sie für die (schweizerische) Linke unübliche Positionen einnimmt: Sie lehnt die EU radikal ab und fordert stattdessen eine Vertiefung der Wirtschaftsbeziehungen zwischen der Schweiz und den BRICS-Staaten. Im Nahen Osten unterstützt sie die syrische Regierung von Baschar al-Assad sowie die türkische Republik gegenüber der separatistischen kurdischen Bewegung. Israel bezeichnet sie als «kriminellen, illegitimen und rassistischen Staat». Nach dem Russischen Überfall auf die Ukraine 2022 forderte die KP strikte Neutralität und lehnte Sanktionen ab. Den Euromaidan bezeichnete sie als «faschistischen Putsch». Sie pflegt offizielle Beziehungen zu den regierenden Kommunisten in China, Laos, Kuba, Nordkorea und Vietnam sowie zu zahlreichen weiteren kommunistischen Parteien.
Seit den kantonalen Wahlen vom 19. April 2015 ist die KP mit ihrem Sekretär Massimiliano Ay im Grossen Rat des Kantons Tessin vertreten. Gewählt wurde Ay auf einer gemeinsamen Liste der KP und der Bewegung für den Sozialismus. Seit 2019 hat die KP zwei Vertreter im Grossen Rat. Für die Nationalratswahl 2019 stellte die KP keine eigene Liste auf, unterstützte jedoch die Kandidatinnen der Kommunistischen Jugend auf einer gemeinsamen Liste mit den Grünen und dem Forum Alternativo um den Ex-SP-Fraktionschef Franco Cavalli. Bei der Nationalratswahl 2023 trat sie unter der Bezeichnung «No UE – No NATO» («Keine EU – Keine NATO») an.
Die Jugendorganisation der KP ist die Schweizerische Kommunistische Jugend (nicht zu verwechseln mit der Kommunistischen Jugend Schweiz, welche die Jugendorganisation der PdAS bildet). Ihre Hauptkämpfe sind der Antiimperialismus, der Antimilitarismus sowie der Kampf für die Rechte der jungen Arbeiter und Studenten.

## Wahlergebnisse
Die folgende Tabelle gibt eine Übersicht über die Wahlergebnisse seit der Abspaltung von der PdA im Jahr 2014.
| Jahr | Grosser Rat | Grosser Rat | Grosser Rat                                        |
|      | Stimmen (%) | Sitze       | Anmerkungen                                        |
| ---- | ----------- | ----------- | -------------------------------------------------- |
| 2015 | 1,45 %      | 1           | Gemeinsame Liste mit MPS (je 1 Sitz)               |
| 2019 | 1,23 %      | 2           |                                                    |
| 2023 | 1,94 %      | 2           | Gemeinsame Liste mit PdA (2 Sitze KP, 0 Sitze PdA) |